# Go, bulldogs!
Go, bulldogs! es el 137° episodio de la serie de televisión norteamericana Gilmore Girls.

## Resumen del episodio
Mientras Lorelai y Christopher empiezan a hacer planes para su viaje a París, llega a casa de ella una invitación para el fin de semana de los Padres en Yale. Christopher desea ir a dicha reunión, y logra convencer a una Lorelai que no tenía muchas ganas de ir. Para sorpresa de ambos, Emily y Richard también se encuentran ahí y Lorelai se sorprende que sus padres hayan dispuesto para que Rory pase algún momento con ellos. Al darse cuenta de que no ha estado en momentos cruciales de la vida de su hija, Christopher se aparece con Lorelai en el diario de Yale y decide llevar a su hija y a todo el personal del periódico a almorzar, pero todos se embriagan y cuando se presenta un importante suceso por cubrir, Rory les dice para ir e investigar el acontecimiento, obligándoles a dejar la gran cena. 
Por otra parte, cuando Luke va a recoger a April de sus clases de natación, recibe la propuesta de la profesora para tomar las clases de adultos y él acepta. Luego, ella decide invitarlo a cenar pero la cita no resulta bien. 
Sookie recibe unos buenos vegetales como obsequio de un productor, y teme que esté engañando a Jackson por preferir esos en vez que los de su esposo. 
Kirk se siente molesto ante la constante presencia de su novia Lulu en cada momento, pero Luke le hace ver que no debe romper con ella por esa pequeñez y que debería apreciar que lo quiera.

### Inconsistencias
- El café que toma Christopher al comienzo, se nota que se trata de un vaso vacío.

- Datos: Q11682132